# Fußball-Club Bayern München 2014-2015 (femminile)
Questa voce raccoglie le informazioni riguardanti la sezione di calcio femminile del Fußball-Club Bayern München nelle competizioni ufficiali della stagione 2014-2015.

## Stagione
Nella stagione 2014-2015 il Bayern Monaco ha disputato la Frauen-Bundesliga, massima serie del campionato tedesco femminile di calcio, concludendo al primo posto con 56 punti conquistati in 22 giornate, frutto di 17 vittorie, 5 pareggi e 0 sconfitte, vincendo il campionato tedesco per la seconda volta nella sua storia e vincendo la Frauen-Bundesliga per la prima volta nella sua storia. Nella DFB-Pokal ha raggiunto i quarti di finale, dove è stato eliminato dall'1. FFC Francoforte.

## Rosa
| N. |                        | Ruolo | Calciatrice          |
| -- | ---------------------- | ----- | -------------------- |
| 2  | Stati Uniti (bandiera) | D     | Gina Lewandowski     |
| 3  | Stati Uniti (bandiera) | C     | Amber Brooks         |
| 5  | Svizzera (bandiera)    | D     | Caroline Abbé        |
| 6  | Germania (bandiera)    | D     | Katharina Baunach    |
| 7  | Germania (bandiera)    | C     | Melanie Behringer    |
| 8  | Germania (bandiera)    | C     | Melanie Leupolz      |
| 9  | Svizzera (bandiera)    | C     | Vanessa Bürki        |
| 10 | Paesi Bassi (bandiera) | A     | Vivianne Miedema     |
| 11 | Germania (bandiera)    | A     | Lena Lotzen          |
| 13 | Giappone (bandiera)    | A     | Mana Iwabuchi        |
| 14 | Germania (bandiera)    | C     | Sarah Romert         |
| 15 | Norvegia (bandiera)    | D     | Nora Holstad         |
| 16 | Stati Uniti (bandiera) | A     | Kathie Stenge        |
| 17 | Germania (bandiera)    | A     | Eunice Beckmann      |
| 18 | Islanda (bandiera)     | C     | Dagný Brynjarsdóttir |

| N. |                      | Ruolo | Calciatrice           |
| -- | -------------------- | ----- | --------------------- |
| 19 | Austria (bandiera)   | D     | Carina Wenninger      |
| 20 | Germania (bandiera)  | D     | Leonie Maier          |
| 21 | Italia (bandiera)    | D     | Raffaella Manieri     |
| 22 | Germania (bandiera)  | C     | Jenny Gaugigl         |
| 23 | Germania (bandiera)  | C     | Ricarda Walkling      |
| 25 | Austria (bandiera)   | C     | Viktoria Schnaderbeck |
| 27 | Austria (bandiera)   | C     | Laura Feiersinger     |
| 28 | Italia (bandiera)    | P     | Katja Schroffenegger  |
| 29 | Germania (bandiera)  | A     | Melike Pekel          |
| 31 | Austria (bandiera)   | P     | Manuela Zinsberger    |
| 32 | Finlandia (bandiera) | P     | Tinja-Riikka Korpela  |
| 33 | Germania (bandiera)  | D     | Kristina Schuster     |
| 34 | Germania (bandiera)  | C     | Isabella Hartig       |
| 41 | Germania (bandiera)  | P     | Fabienne Weber        |

## Calciomercato

### Sessione estiva
| Acquisti | Acquisti             | Acquisti           | Acquisti   |
| R.       | Nome                 | da                 | Modalità   |
| -------- | -------------------- | ------------------ | ---------- |
| P        | Tinja-Riikka Korpela | Tyresö FF          | definitivo |
| P        | Manuela Zinsberger   | Neulengbach        | definitivo |
| D        | Caroline Abbé        | Friburgo           | definitivo |
| C        | Amber Brooks         | Portland Thorns    | definitivo |
| C        | Melanie Behringer    | 1. FFC Francoforte | definitivo |
| C        | Melanie Leupolz      | Friburgo           | definitivo |
| A        | Katie Stengel        | Los Angeles Blues  | definitivo |
| A        | Mana Iwabuchi        | Hoffenheim         | definitivo |
| A        | Vivianne Miedema     | Heerenveen         | definitivo |

| Cessioni | Cessioni        | Cessioni          | Cessioni   |
| R.       | Nome            | a                 | Modalità   |
| -------- | --------------- | ----------------- | ---------- |
| P        | Veronika Gratz  | Wacker Monaco     | definitivo |
| P        | Kathrin Längert | Rosengård         | definitivo |
| D        | Niki Cross      | Washington Spirit | definitivo |
| D        | Rebecca Huyleur | Wacker Monaco     | definitivo |
| D        | Franziska Jaser | NC State Wolfpack | definitivo |
| D        | Valeria Kleiner | Bayer Leverkusen  | definitivo |
| C        | Ivana Rudelić   | Jena              | definitivo |
| C        | Clara Schöne    | Friburgo          | definitivo |
| C        | Olivia Schough  | Rossijanka        | definitivo |
| A        | Sarah Hagen     | FC Kansas City    | definitivo |

### Sessione invernale
| Acquisti | Acquisti             | Acquisti      | Acquisti   |
| R.       | Nome                 | da            | Modalità   |
| -------- | -------------------- | ------------- | ---------- |
| C        | Dagný Brynjarsdóttir | FSU Seminoles | definitivo |

| Cessioni | Cessioni             | Cessioni       | Cessioni   |
| R.       | Nome                 | a              | Modalità   |
| -------- | -------------------- | -------------- | ---------- |
| C        | Amber Brooks         | FC Kansas City | definitivo |
| C        | Dagný Brynjarsdóttir | Selfoss        | definitivo |

## Risultati

### Frauen-Bundesliga

#### Girone di andata
| Arbitro: | Heimann (Gladbeck) |

|              |           |             |
| Beckmann 28’ | Marcatori | 7’ Islacker |

| Arbitro: | Kurtes (Düsseldorf) |

|              |           |                          |
| Arnold 90+1’ | Marcatori | 38’ Beckmann 55’ Stengel |

| Arbitro: | Schultz (Wolfsburg) |

|                                     |           |  |
| Abbé 21’ Bürki 81’ Schnaderbeck 84’ | Marcatori |  |

| Wolfsburg 24 settembre 2014, ore 18:00 CEST 4ª giornata | Wolfsburg           | 0 – 0 referto | Bayern Monaco | VfL-Stadion am Elsterweg (1 781 spett.)\| Arbitro: \| Rafalski (Baunatal) \| |
| Arbitro:                                                | Rafalski (Baunatal) |               |               |                                                                              |

| Arbitro: | Wozniak (Herne) |

|  |           |                                           |
|  | Marcatori | 37’ Leupolz 66’ Stengel 69’, 81’ Beckmann |

| Arbitro: | Müller-Schmäh (Potsdam) |

|                                                                 |           |  |
| Beckmann 23’ Bürki 31’ Leupolz 39’ Miedema 68’, 75’ Stengel 85’ | Marcatori |  |

| Arbitro: | Illing (Limbach-Oberfrohna) |

|  |           |                      |
|  | Marcatori | 56’ (rig.) Behringer |

| Arbitro: | Wacker (Marbach am Neckar) |

|                                            |           |  |
| Miedema 8’, 31’ Behringer 27’ Beckmann 84’ | Marcatori |  |

| Arbitro: | Biehl (Siesbach) |

|            |           |                                                          |
| Julien 79’ | Marcatori | 18’ Iwabuchi 41’ (aut.) Erceg 77’ Behringer 85’ Beckmann |

| Arbitro: | Wacker (Marbach am Neckar) |

|                                                                      |           |  |
| Lewandowski 11’ Bürki 23’, 30’, 44’ Abbé 42’ Leupolz 65’ Stengel 80’ | Marcatori |  |

| Essen 30 novembre 2014, ore 14:00 CET 11ª giornata | SGS Essen           | 0 – 0 referto | Bayern Monaco | Am Hallo (Sportpark Rasenplatz Essen) (1 211 spett.)\| Arbitro: \| Rafalski (Baunatal) \| |
| Arbitro:                                           | Rafalski (Baunatal) |               |               |                                                                                           |

#### Girone di ritorno
| Arbitro: | Hussein (Bad Harzburg) |

|             |           |                          |
| Boquete 62’ | Marcatori | 15’ Iwabuchi 20’ Stengel |

| Arbitro: | Derlin (Bad Schwartau) |

|                                                           |           |  |
| Holstad Berge 14’ Bürki 27’ Iwabuchi 35’ Stengel 37’, 55’ | Marcatori |  |

| Arbitro: | Wozniak (Herne) |

|              |           |                          |
| Breitner 23’ | Marcatori | 21’ Stengel 68’ Beckmann |

| Monaco di Baviera 22 febbraio 2015, ore 14:00 CET 15ª giornata | Bayern Monaco    | 0 – 0 referto | Wolfsburg | Stadion an der Grünwalder Straße (2 721 spett.)\| Arbitro: \| Biehl (Siesbach) \| |
| Arbitro:                                                       | Biehl (Siesbach) |               |           |                                                                                   |

| Arbitro: | Baitinger (Friesenheim) |

|                                  |           |  |
| Behringer 11’ (rig.) Miedema 15’ | Marcatori |  |

| Duisburg 15 marzo 2015, ore 11:00 CET 17ª giornata | MSV Duisburg        | 0 – 0 referto | Bayern Monaco | PCC-Stadion (412 spett.)\| Arbitro: \| Lohmeyer (Holtland) \| |
| Arbitro:                                           | Lohmeyer (Holtland) |               |               |                                                               |

| Arbitro: | Kurtes (Düsseldorf) |

|                    |           |  |
| Brynjarsdóttir 76’ | Marcatori |  |

| Arbitro: | Westerhoff (Bochum) |

|            |           |                          |
| Scurich 1’ | Marcatori | 29’ Lewandowski 69’ Abbé |

| Arbitro: | Hussein (Bad Harzburg) |

|                                  |           |            |
| Behringer 20’ Brynjarsdóttir 25’ | Marcatori | 81’ Arnold |

| Arbitro: | Lohmeyer (Holtland) |

|  |           |                                                                         |
|  | Marcatori | 19’ Lewandowski 21’ Miedema 62’ Manieri 70’ Lotzen 81’ Abbé 86’ Stengel |

| Arbitro: | Diekmann (Dortmund) |

|                        |           |  |
| Leupolz 5’ Miedema 30’ | Marcatori |  |

### DFB-Pokal der Frauen
| Arbitro: | Wolk (Worms) |

|           |           | |
| Leber 44’ | Marcatori | 2’, 8’, 55’ Walkling 16’ Manieri 26’ Lewandowski 41’ Brooks 51’ Bürki 75’ Beckmann 79’ Feiersinger |

| Arbitro: | Stolz (Pritzwalk) |

|  |           |             |
|  | Marcatori | 78’ Miedema |

| Arbitro: | Kurtes (Düsseldorf) |

|                                 |           |             |
| Boquete 45’ Garefrekes 47’, 65’ | Marcatori | 80’ Leupolz |

## Statistiche
| Competizione         | Punti | In casa | In casa | In casa | In casa | In casa | In casa | In trasferta | In trasferta | In trasferta | In trasferta | In trasferta | In trasferta | Totale | Totale | Totale | Totale | Totale | Totale | DR  |
| Competizione         | Punti | G       | V       | N       | P       | Gf      | Gs      | G            | V            | N            | P            | Gf           | Gs           | G      | V      | N      | P      | Gf     | Gs     | DR  |
| -------------------- | ----- | ------- | ------- | ------- | ------- | ------- | ------- | ------------ | ------------ | ------------ | ------------ | ------------ | ------------ | ------ | ------ | ------ | ------ | ------ | ------ | --- |
| Frauen Bundesliga    | 56    | 11      | 9       | 2       | 0       | 33      | 2       | 11           | 8            | 3            | 0            | 23           | 5            | 22     | 17     | 5      | 0      | 56     | 7      | +49 |
| DFB-Pokal der Frauen | -     | -       | -       | -       | -       | -       | -       | 3            | 2            | 0            | 1            | 11           | 4            | 3      | 2      | 0      | 1      | 11     | 4      | +7  |
| Totale               | -     | 11      | 9       | 2       | 0       | 33      | 2       | 14           | 10           | 3            | 1            | 34           | 9            | 25     | 19     | 5      | 1      | 67     | 11     | +56 |

### Andamento in campionato
| Giornata  | 1 | 2 | 3 | 4 | 5 | 6 | 7 | 8 | 9 | 10 | 11 | 12 | 13 | 14 | 15 | 16 | 17 | 18 | 19 | 20 | 21 | 22 |
| --------- | - | - | - | - | - | - | - | - | - | -- | -- | -- | -- | -- | -- | -- | -- | -- | -- | -- | -- | -- |
| Luogo     | C | T | C | T | T | C | T | C | T | C  | T  | T  | C  | T  | C  | C  | T  | C  | T  | C  | T  | C  |
| Risultato | N | V | V | N | V | V | V | V | V | V  | N  | V  | V  | V  | N  | V  | N  | V  | V  | V  | V  | V  |
| Posizione | 7 | 5 | 3 | 3 | 3 | 3 | 2 | 1 | 1 | 1  | 2  | 2  | 2  | 2  | 2  | 2  | 2  | 2  | 2  | 2  | 2  | 1  |

Legenda:

Luogo: C = Casa; T = Trasferta. Risultato: V = Vittoria; N = Pareggio; P = Sconfitta.

### Statistiche delle giocatrici
| Giocatore         | Frauen-Bundesliga | Frauen-Bundesliga | Frauen-Bundesliga | Frauen-Bundesliga | DFB-Pokal der Frauen | DFB-Pokal der Frauen | DFB-Pokal der Frauen | DFB-Pokal der Frauen | Totale   | Totale | Totale      | Totale     |
| Giocatore         | Presenze          | Reti              | Ammonizioni       | Espulsioni        | Presenze             | Reti                 | Ammonizioni          | Espulsioni           | Presenze | Reti   | Ammonizioni | Espulsioni |
| ----------------- | ----------------- | ----------------- | ----------------- | ----------------- | -------------------- | -------------------- | -------------------- | -------------------- | -------- | ------ | ----------- | ---------- |
| C. Abbé           | 22                | 4                 | 1                 | 0                 | 3                    | 0                    | 1                    | 0                    | 25       | 4      | 2           | 0          |
| K. Baunach        | 10                | 0                 | 0                 | 0                 | 1                    | 0                    | 0                    | 0                    | 11       | 0      | 0           | 0          |
| E. Beckmann       | 19                | 8                 | 2                 | 0                 | 3                    | 1                    | 0                    | 0                    | 22       | 9      | 2           | 0          |
| M. Behringer      | 20                | 5                 | 4                 | 0                 | 3                    | 0                    | 0                    | 0                    | 23       | 5      | 4           | 0          |
| A. Brooks         | 8                 | 0                 | 2                 | 0                 | 2                    | 1                    | 0                    | 0                    | 10       | 1      | 2           | 0          |
| D. Brynjarsdóttir | 9                 | 2                 | 0                 | 0                 | -                    | -                    | -                    | -                    | 9        | 2      | 0           | 0          |
| V. Bürki          | 17                | 6                 | 0                 | 0                 | 2                    | 1                    | 0                    | 0                    | 19       | 7      | 0           | 0          |
| L. Feiersinger    | 4                 | 0                 | 0                 | 0                 | 1                    | 1                    | 0                    | 0                    | 5        | 1      | 0           | 0          |
| J. Gaugigl        | 9                 | 1                 | 1                 | 0                 | 1                    | 0                    | 0                    | 0                    | 10       | 1      | 1           | 0          |
| I. Hartig         | -                 | -                 | -                 | -                 | 1                    | 0                    | 0                    | 0                    | 1        | 0      | 0           | 0          |
| N. Holstad        | 14                | 1                 | 0                 | 0                 | 3                    | 0                    | 0                    | 0                    | 17       | 1      | 0           | 0          |
| T. Korpela        | 19                | 0                 | 0                 | 0                 | 2                    | -3                   | 0                    | 0                    | 21       | -3     | 0           | 0          |
| M. Iwabuchi       | 13                | 3                 | 0                 | 0                 | 1                    | 0                    | 0                    | 0                    | 14       | 3      | 0           | 0          |
| M. Leupolz        | 22                | 4                 | 2                 | 0                 | 2                    | 1                    | 0                    | 0                    | 24       | 5      | 2           | 0          |
| G. Lewandowski    | 22                | 3                 | 1                 | 0                 | 3                    | 1                    | 0                    | 0                    | 25       | 4      | 1           | 0          |
| L. Lotzen         | 4                 | 1                 | 0                 | 0                 | -                    | -                    | -                    | -                    | 4        | 1      | 0           | 0          |
| L. Maier          | 13                | 0                 | 0                 | 0                 | 1                    | 0                    | 0                    | 0                    | 14       | 0      | 0           | 0          |
| R. Manieri        | 20                | 1                 | 0                 | 0                 | 3                    | 1                    | 1                    | 0                    | 23       | 2      | 1           | 0          |
| V. Miedema        | 17                | 7                 | 1                 | 0                 | 2                    | 1                    | 0                    | 0                    | 19       | 8      | 1           | 0          |
| M. Pekel          | 2                 | 0                 | 0                 | 0                 | -                    | -                    | -                    | -                    | 2        | 0      | 0           | 0          |
| S. Romert         | -                 | -                 | -                 | -                 | -                    | -                    | -                    | -                    | -        | -      | -           | -          |
| V. Schnaderbeck   | 19                | 1                 | 1                 | 0                 | 2                    | 0                    | 0                    | 0                    | 21       | 1      | 1           | 0          |
| K. Schroffenegger | -                 | -                 | -                 | -                 | 1                    | -1                   | 0                    | 0                    | 1        | -1     | 0           | 0          |
| K. Schuster       | 1                 | 0                 | 0                 | 0                 | -                    | -                    | -                    | -                    | 1        | 0      | 0           | 0          |
| K. Stengel        | 20                | 9                 | 0                 | 0                 | 3                    | 0                    | 0                    | 0                    | 23       | 9      | 0           | 0          |
| R. Walkling       | -                 | -                 | -                 | -                 | 1                    | 3                    | 0                    | 0                    | 1        | 3      | 0           | 0          |
| F. Weber          | -                 | -                 | -                 | -                 | -                    | -                    | -                    | -                    | -        | -      | -           | -          |
| C. Wenninger      | 6                 | 0                 | 1                 | 0                 | -                    | -                    | -                    | -                    | 6        | 0      | 1           | 0          |
| M. Zinsberger     | -                 | -                 | -                 | -                 | 3                    | -1                   | 0                    | 0                    | 3        | -1     | 0           | 0          |